# Maryse Castello
Maryse Castello (* 1973 in Épinal) ist eine französische Cellistin.

## Leben
Castello begann im Alter von fünf Jahren Cello zu spielen. Sie studierte am Konservatorium von Straßburg bei Jean Deplace und erhielt dort 1990 eine Goldmedaille. Bei Reine Flachot erwarb sie an der École Normale de Musique de Paris 1995 das Diplôme supérieur de concertiste, danach studierte sie bis 1996 bei Edmond Baert am Königlichen Konservatorium Brüssel. Von 1995 bis 1997 war sie Mitglied des Orchestre de Bretagne, 1997 Gründungsmitglied des Quatuor Arezzo.
1999 wurde sie Mitglied des Octuor de Violoncelles de Beauvais, 2001 Mitglied des Orchestre Symphonique et Lyrique der Oper von Tours. Im gleichen Jahr wurde sie Solocellistin des Orchestre Symphonique Région Centre-Tours, mit dem sie u. a. des 5. Cellokonzert von Luigi Boccherini, die Sinfonia concertante für Oboe, Fagott, Violone und Violoncello von Joseph Haydn und das 1. Cellokonzert von Camille Saint-Saëns aufführte. Zwischen 1998 und 2003 wirkte sie an drei Produktionen des Regisseurs Thierry Bédard mit der Compagnie Notoire mit: Encyclopédie des morts, La Bibliothèque censurée und En Enfer. 
Mit dem Trio Pilgrim, zu dessen Gründungsmitgliedern sie zählt, nahm Castello die beiden Klavier-Trios von Felix Mendelssohn Bartholdy auf und spielte beim Festival 5X7 sämtliche Trios Ludwig van Beethovens und 2018 das dem Pilgrim-Trio gewidmete Werk Martin Matalons. Sie spielte u. a. Aufnahmen des Cellokonzerts von Emil Cossetto, der Duos für Cello und Klavier von Luigi Boccherini, Robert Schumann und Edward Grieg und von Kammermusik Philippe Hersants ein.